# Правительство Гибралтара

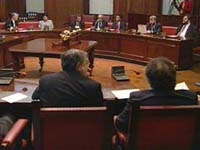
Сессия парламента Гибралтара

Правительство Гибралтара — органы власти заморской территории Великобритании Гибралтар. Главой государства является король Карл III, который представляет губернатор Гибралтара. Законодательная ветвь представлена Парламентом Гибралтара, избираемым на всеобщих выборах каждые четыре года. Исполнительная ветвь представлена Кабинетом (Советом министров), главой которого становится лидер парламентского большинства.

## Состав кабинета
Состав кабинета по результатам выборов в июле 2013 года:
| Имя                                            | Должность                                                                |
| ---------------------------------------------- | ------------------------------------------------------------------------ |
| Фабиан Пикардо                                 | Главный министр                                                          |
| Джозеф Гарсия (англ. Joseph Garcia)            | Заместитель главного министра                                            |
| Джон Кортес (англ. John Cortes)                | Министр здравоохранения и окружающей среды                               |
| Альберт Изола (англ. Albert Isola)             | Министр финансовых услуг и игорного бизнеса                              |
| Саманта Сакраменто (англ. Samantha Sacramento) | Министр равенства, социальных служб и пенсионного обеспечения            |
| Гилберт Ликуди (англ. Gilbert Licudi)          | Министр образования, телекоммуникаций и юстиции                          |
| Джо Боссано (англ. Joe Bossano)                | Министр промышленности, подготовки кадров, занятости, безопасности труда |
| Нил Коста (англ. Neil Costa)                   | министр туризма, общественного транспорта и порта                        |
| Пол Балбан (англ. Paul Balban)                 | Министр жилищного обеспечения, дорожного движения и технических служб    |
| Стивен Линарес (англ. Steven Linares)          | Министр спорта, культуры, наследия и молодёжи                            |